# Wimpasing (Attenkirchen)
Wimpasing ist ein Kirchdorf  und Ortsteil in der Gemeinde Attenkirchen im oberbayerischen Landkreis Freising, Bayern.

## Geschichte
Die Heilig-Kreuz-Kirche in Wimpasing ist ein rechteckiger im Kern spätromanischer Saalbau um 1280/1300. Der Bau wurde um 1500 und mehrfach im 19. Jahrhundert erneuert, der Dachreiter stammt von 1867.
Die politische Gemeinde Wimpasing entstand mit dem Gemeindeedikt von 1818; sie wurde im Zuge der Gemeindegebietsreform am 1. April 1971 nach Attenkirchen eingegliedert.